# Política de Curitiba
O Poder Executivo do município de Curitiba é representado pelo Prefeito e seu Gabinete de Secretários, seguindo o modelo proposto pela Constituição Federal. A Lei Orgânica do Município e o atual Plano Diretor da cidade, porém, determinam que a administração pública deva garantir à população ferramentas efetivas de manifestação da democracia participativa.
O atual prefeito da cidade é Eduardo Pimentel, do Partido Social Democrático, PSD, candidato vitorioso na eleição municipal de Curitiba em 2024, tendo Paulo Martins como seu vice-prefeito.

## Administração Direta
| Secretaria                                                                                     | Titular                            | Ref.   |
| ---------------------------------------------------------------------------------------------- | ---------------------------------- | ------ |
| Secretaria Municipal da Educação                                                               | Jean Pierre Geremias de Jesus Neto | [ 4 ]  |
| Secretaria Municipal de Saúde                                                                  | Tatiane Filipak                    | [ 5 ]  |
| Secretaria Municipal de Defesa Social e Trânsito                                               | Rafael Ferreira Vianna             | [ 6 ]  |
| Secretaria Municipal de Planejamento, Finanças e Orçamento                                     | Vitor Puppi                        | [ 7 ]  |
| Secretaria Municipal de Desenvolvimento Econômico e Inovação                                   | Paulo Martins (PL)                 | [ 8 ]  |
| Secretaria Municipal de Administração e Tecnologia da Informação                               | Elisandro Pires Frigo              | [ 9 ]  |
| Secretaria Municipal de Desenvolvimento Humano                                                 | Amália Tortato (NOVO)              | [ 10 ] |
| Secretaria Municipal da Comunicação Social                                                     | Marc Sousa                         | [ 11 ] |
| Secretaria Municipal de Gestão de Pessoal                                                      | Daniele Regina dos Santos          | [ 12 ] |
| Secretaria Municipal do Governo Municipal                                                      | Marcelo Fachinello (PODE)          | [ 13 ] |
| Secretaria Municipal de Obras Públicas                                                         | Luiz Fernando de Souza Jamur       | [ 14 ] |
| Secretaria Municipal de Segurança Alimentar e Nutricional                                      | Leverci Silveira Filho             | [ 15 ] |
| Secretaria Municipal do Esporte, Lazer e Juventude                                             | Euler de Freitas Silva Junior      | [ 16 ] |
| Secretaria Municipal do Urbanismo                                                              | Almir Bonatto                      | [ 17 ] |
| Secretaria Municipal do Meio Ambiente                                                          | Marilza do Carmo Oliveira Dias     | [ 18 ] |
| Secretaria Municipal da Mulher e Igualdade Étnico-Racial                                       | Marli Teixeira Leite               | [ 19 ] |
| Secretaria Municipal Extraordinária para o Desenvolvimento da Região Metropolitana de Curitiba | Thiago Bonagura                    | [ 20 ] |
| Controladoria Geral do Município de Curitiba                                                   | Bruno Heraki Pandini               | [ 21 ] |
| Procuradoria Geral do Município de Curitiba                                                    | Vanessa Volpi Bellegard Palacios   | [ 22 ] |

### Autarquias
| Autarquia                                      | Titular                | Ref.   |
| ---------------------------------------------- | ---------------------- | ------ |
| URBS - Urbanização de Curitiba S.A.            | Ogeny Pedro Maia Neto  | [ 23 ] |
| Curitiba S.A.                                  | José Lupion Neto       | [ 24 ] |
| Companhia de Habitação Popular de Curitiba     | André Baú              | [ 25 ] |
| Agência Curitiba de Desenvolvimento e Inovação | Dario Luiz Dias Paixão | [ 26 ] |

#### URBS - Urbanização de Curitiba S.A.
A Urbanização de Curitiba S.A mais conhecida como URBS é uma autarquia municipal que administra equipamentos e espaços públicos, além do sistema de transporte da cidade de Curitiba, conhecido como Rede Integrada de Transporte (RIT).

#### Curitiba S.A.
A Curitiba S.A. ou Companhia de Desenvolvimento de Curitiba é a instituição que desenvolve o Programa de Regularização Fundiária da Capital do Paraná, com foco na eliminação da indefinição dominial das áreas de sua propriedade ou comercializadas em anos anteriores. Tem como objetivo estabelecer com precisão de quem é a posse da terra para depois legitimá-la ou regularizá-la.

### Institutos e Fundações
| Fundações e Institutos                                                       | Cargo Máximo   | Incumbente                               | Ref.   |
| ---------------------------------------------------------------------------- | -------------- | ---------------------------------------- | ------ |
| Fundação Cultural de Curitiba                                                | Presidente     | Marino Galvão Júnior                     | [ 28 ] |
| Fundação de Ação Social                                                      | Presidente     | Renan de Oliveira Rodrigues              | [ 29 ] |
| Fundação de Previdência Complementar do Município de Curitiba (CuritibaPrev) | Dir.Presidente | José Luiz Costa Taborda Rauen            | [ 30 ] |
| Instituto Curitiba de Saúde                                                  | Presidente     | Marina Bueno                             | [ 31 ] |
| Instituto de Pesquisa e Planejamento Urbano de Curitiba                      | Presidente     | Ana Zornig Jayme                         | [ 32 ] |
| Instituto de Previdência dos Servidores do Município de Curitiba (IPMC)      | Presidente     | Jocelaine Moraes de Souza                | [ 33 ] |
| Instituto Municipal de Administração Pública                                 | Presidente     | Beatriz Battistella Nadas                | [ 34 ] |
| Instituto Municipal de Turismo                                               | Presidente     | Edle Tatiana Lessnau de Figueiredo Neves | [ 35 ] |

## Administrações Regionais
A estrutura da administração direta de Curitiba é composta por 10 Administrações Regionais, sendo elas;
| Administração Regional | Administrador (a)          |
| ---------------------- | -------------------------- |
| Bairro Novo            | Veridiana Maranho          |
| Boa Vista              | Reinaldo Boaron            |
| Boqueirão              | José Antônio de Melo Filho |
| Cajuru                 | Agostinho Creplive Filho   |
| CIC                    | Rudimar Fedrigo            |
| Fazendinha-Portão      | Rodrigo Braga Côrtes Reis  |
| Matriz                 | Ariane Assis               |
| Pinheirinho            | Janaina Lopes Gehr         |
| Santa Felicidade       | José Dirceu de Matos       |
| Tatuquara              | Marcelo Ferraz Cesar       |

## Legislativo
O Poder Legislativo é representado pela Câmara Municipal, composta por 38 vereadores eleitos para cargos de quatro anos. Cabe à Câmara: 
Elaborar e votar leis fundamentais à administração e ao Executivo, especialmente leis relacionadas ao orçamento municipal, como, por exemplo, a Lei de Diretrizes Orçamentárias. Devido ao poder de veto do Prefeito, em períodos de conflito entre o Executivo e o Legislativo, o processo de votação deste tipo de lei costuma gerar bastante polêmica.

### Mesa diretora
| 19.ª Legislatura - Mesa Diretora (1.º Biênio) | 19.ª Legislatura - Mesa Diretora (1.º Biênio) | 19.ª Legislatura - Mesa Diretora (1.º Biênio) | 19.ª Legislatura - Mesa Diretora (1.º Biênio) |
| Cargo                                         | Titular                                       | Partido                                       | Ref.                                          |
| --------------------------------------------- | --------------------------------------------- | --------------------------------------------- | --------------------------------------------- |
| Presidente                                    | Tico Kuzma                                    | PSD                                           | [ 37 ]                                        |
| 1° Vice-Presidente                            | Leonidas Dias                                 | PODE                                          | [ 37 ]                                        |
| 2° Vice-Presidente                            | Nori Seto                                     | PP                                            | [ 37 ]                                        |
| 1° Secretário                                 | Bruno Rossi                                   | Agir                                          | [ 37 ]                                        |
| 2.ª Secretária                                | Indiara Barbosa                               | NOVO                                          | [ 37 ]                                        |
| 3.ª Secretária                                | Meri Martins                                  | Republicanos                                  | [ 37 ]                                        |
| 4.ª Secretária                                | Giorgia Prates                                | PT                                            | [ 37 ]                                        |